# Bengtsfors kommunblock
Bengtsfors kommunblock var ett tidigare kommunblock i Älvsborgs län.

## Administrativ historik
Den 1 januari 1964 grupperades Sveriges 1006 dåvarande kommuner i 282 kommunblock som en förberedelse inför kommunreformen 1971. Bengtsfors kommunblock bildades då av Bengtsfors köping och landskommunerna Bäckefors, Dals-Ed, Lelång och Steneby i dåvarande Älvsborgs län. Kommunblocket hade vid bildandet 18 355 invånare.
1967 delades kommunblocken in i A-regioner och Bengtsfors kommunblock kom då att tillhöra Säffle/Åmåls a-region.
1971 bildades Bengtsfors kommun av Bengtsfors köping och landskommunerna Bäckefors, Lelång och Steneby samtidigt som Dals-Eds landskommun ombildades till Dals-Eds kommun.
1974 upplöstes de flesta av kommunblocken i landet och endast tre kommunblock återstod, ett av dessa var Bengtsfors kommunblock. Först 1977 upplöstes det utan att den tilltänkta blockkommunen hade bildats.